# Fazıl Say – Alla Turca
Fazıl Say – Alla Turca ist ein deutscher Musikfilm von Gösta Courkamp aus dem Jahr 2005, der den türkischen Pianisten und Komponisten Fazıl Say porträtiert. Die für das ARTE-Programm entstandene Dokumentation erschien später auch auf einer Arthaus-Musik-DVD.

## Inhalt
Die Dokumentation collagiert auf Deutsch geführte Interviews mit Say mit Landschaftsaufnahmen und musikalischen Inhalten zu einem Porträt. Dies zeigt zum einen die weltweite Reputation des Musikers auf, zitiert auch internationale Presse Says, wie beispielsweise die französische Zeitung Le Figaro, die über ihn schrieb: „Er ist nicht nur ein genialer Pianist, er wird zweifellos einer der großen Künstler des 21. Jahrhunderts sein“. Auch wird gezeigt, wie Say auf der anderen Seite in seiner türkischen Heimat zur Popularisierung von westeuropäischen Komponisten wie Bach und Beethoven beiträgt. Es werden Ausschnitte aus Says Schaffen gezeigt, das sich von der weltweit beachteten Interpretation klassischer Kompositionen, türkischer klassischer Musik und Folklore, Jazz, eigener Klassik- und Jazzkompositionen bis hin zu einer Session mit der Popsängerin Sertab Erener und dem Musizieren für Freunde erstreckt. Höhepunkt des Films ist, nachdem Aufnahmen in Istanbul Says Komposition Black Earth gewidmet sind, die Aufführung seines Oratoriums für Nazim Hikmet in Anatolien. Hierbei wird schließlich auch das starke politische Engagement des Künstlers deutlich.

## Kritiken
Klassik.com sah in ihrer DVD-Kritik die musikalische Seite Says im Film etwas wenig zum Tragen gekommen, attestierte aber alles in allem „ein gelungenes und eindringliches Porträt des Künstlers und Menschen Fazil Say“. Der neue Tag sprach von „73 kostbaren DVD-Minuten (...) mit Fazil Say“. Olaf Dittmann schrieb 2009 in Pianist: „Entstanden ist ein starkes Porträt dieses oft so verschlafen dreinschauenden Ausnahmepianisten, dem die Geziertheit manches westlichen Stars in erfrischender Weise abgeht“. Auch Manuel Brug bezeichnete den Film in Die Welt als „absolut sehenswert“.

## Einzelbelege
1. ↑  http://magazin.klassik.com/reviews/reviews.cfm?TASK=REVIEW&RECID=12854&REID=8271&CFID=6960467&CFTOKEN=8dd9742b9e728b71-AF1453E0-F149-7654-BE66EDBF1034CF20
2. ↑  http://www.arthaus-musik.de/templates/tyCatalogueDetail.php?id=480&topic=catalogue_documentary@1@2Vorlage:Toter+Link/www.arthaus-musik.de+(Seite+nicht+mehr+abrufbar,+festgestellt+im+April+2018.+Suche+in+Webarchiven) Datei:Pictogram+voting+info.svg Info:+Der+Link+wurde+automatisch+als+defekt+markiert.+Bitte+prüfe+den+Link+gemäß+Anleitung+und+entferne+dann+diesen+Hinweis.

## Weblink
- Produktseite im Katalog von ARTHAUS